# Bahnstrecke Uppsala–Enköping
| Uppsala–Enköpings Järnväg 1966 |                      |                                            |                                            |
| Streckenlänge: | 41,3 km              |                                            |                                            |
| Spurweite: | 1435 mm (Normalspur) |                                            |                                            |
| Maximale Neigung: | 16,7 ‰               |                                            |                                            |
| Minimaler Radius: | 400 m                |                                            |                                            |
| Streckengeschwindigkeit: | 70 km/h              |                                            |                                            |
| |                      |                                            |                                            |
| \| \| \| Bahnstrecke Mora–Uppsala von Uppsala C \| \| \| \| 0,0 \| Uppsala N \| Uppsala N \| \| \| \| Bahnstrecke Mora–Uppsala nach Sala \| \| \| \| 2,8 \| Ekebybruk -1979 \| Ekebybruk -1979 \| \| \| \| Hågaån \| \| \| \| 5,4 \| Läbyvad \| Läbyvad \| \| \| 10,3 \| Skärfälten \| Skärfälten \| \| \| 13,9 \| Navestabro \| Navestabro \| \| \| 15,9 \| Bragby (hpr) \| Bragby (hpr) \| \| \| 18,5 \| Balingsta \| Balingsta \| \| \| \| Sävaån \| \| \| \| 21,7 \| Lillsjön 1914 \| Lillsjön 1914 \| \| \| \| Örsundaån \| \| \| \| 25,0 \| Örsundsbro 1914–1979 \| Örsundsbro 1914–1979 \| \| \| 27,9 \| Torslunda (hpr) \| Torslunda (hpr) \| \| \| 29,2 \| Biskopskulla 1914 \| Biskopskulla 1914 \| \| \| 31,6 \| Viggeby (hpr) \| Viggeby (hpr) \| \| \| 34,5 \| Härkeberga 1914 \| Härkeberga 1914 \| \| \| 35,9 \| Malmavägen (hpr) \| Malmavägen (hpr) \| \| \| 40,4 \| Åkerby grusgrop \| Åkerby grusgrop \| \| \| 42,3 \| Enköping Bahco \| Enköping Bahco \| \| \| \| Bahnstrecke Stockholm–Örebro von Stockholm \| \| \| \| 44,3 \| Enköping \| Enköping \| \| \| \| nach Enköpings hamn \| \| \| \| \| Bahnstrecke Enköping–Runhällen nach Heby \| \| \| \| \| Bahnstrecke Stockholm–Örebro nach Västerås \| \| \| \| \| \| \| \| \| \| \| \| \| Erläuterungen: - (hpr) = Hållplats för rälsbussar (deutsch Haltestelle für Schienenbusse) \| \| \| \| \| Quellen: [1] \| \| \| \| |                      |                                            |                                            |
| Strecke |                      | Bahnstrecke Mora–Uppsala von Uppsala C     | Bahnstrecke Mora–Uppsala von Uppsala C     |
| ehemaliger Bahnhof | 0,0                  | Uppsala N                                  | Uppsala N                                  |
| Abzweig ehemals geradeaus und nach rechts |                      | Bahnstrecke Mora–Uppsala nach Sala         | Bahnstrecke Mora–Uppsala nach Sala         |
| Bahnhof (Strecke außer Betrieb) | 2,8                  | Ekebybruk -1979                            | Ekebybruk -1979                            |
| Brücke über Wasserlauf (Strecke außer Betrieb) |                      | Hågaån                                     | Hågaån                                     |
| Haltepunkt / Haltestelle (Strecke außer Betrieb) | 5,4                  | Läbyvad                                    | Läbyvad                                    |
| Haltepunkt / Haltestelle (Strecke außer Betrieb) | 10,3                 | Skärfälten                                 | Skärfälten                                 |
| Bahnhof (Strecke außer Betrieb) | 13,9                 | Navestabro                                 | Navestabro                                 |
| Haltepunkt / Haltestelle (Strecke außer Betrieb) | 15,9                 | Bragby (hpr)                               | Bragby (hpr)                               |
| Bahnhof (Strecke außer Betrieb) | 18,5                 | Balingsta                                  | Balingsta                                  |
| Brücke über Wasserlauf (Strecke außer Betrieb) |                      | Sävaån                                     | Sävaån                                     |
| Haltepunkt / Haltestelle (Strecke außer Betrieb) | 21,7                 | Lillsjön 1914                              | Lillsjön 1914                              |
| Brücke über Wasserlauf (Strecke außer Betrieb) |                      | Örsundaån                                  | Örsundaån                                  |
| Bahnhof (Strecke außer Betrieb) | 25,0                 | Örsundsbro 1914–1979                       | Örsundsbro 1914–1979                       |
| Haltepunkt / Haltestelle (Strecke außer Betrieb) | 27,9                 | Torslunda (hpr)                            | Torslunda (hpr)                            |
| Bahnhof (Strecke außer Betrieb) | 29,2                 | Biskopskulla 1914                          | Biskopskulla 1914                          |
| Haltepunkt / Haltestelle (Strecke außer Betrieb) | 31,6                 | Viggeby (hpr)                              | Viggeby (hpr)                              |
| Bahnhof (Strecke außer Betrieb) | 34,5                 | Härkeberga 1914                            | Härkeberga 1914                            |
| Haltepunkt / Haltestelle (Strecke außer Betrieb) | 35,9                 | Malmavägen (hpr)                           | Malmavägen (hpr)                           |
| Abzweig geradeaus und nach rechts (Strecke außer Betrieb) | 40,4                 | Åkerby grusgrop                            | Åkerby grusgrop                            |
| Haltepunkt / Haltestelle (Strecke außer Betrieb) | 42,3                 | Enköping Bahco                             | Enköping Bahco                             |
| Abzweig ehemals geradeaus und von links |                      | Bahnstrecke Stockholm–Örebro von Stockholm | Bahnstrecke Stockholm–Örebro von Stockholm |
| Bahnhof | 44,3                 | Enköping                                   | Enköping                                   |
| Abzweig geradeaus und ehemals nach links |                      | nach Enköpings hamn                        | nach Enköpings hamn                        |
| Abzweig geradeaus und ehemals nach rechts |                      | Bahnstrecke Enköping–Runhällen nach Heby   | Bahnstrecke Enköping–Runhällen nach Heby   |
| Strecke |                      | Bahnstrecke Stockholm–Örebro nach Västerås | Bahnstrecke Stockholm–Örebro nach Västerås |
| |                      |                                            |                                            |
| |                      |                                            |                                            |
| Erläuterungen: - (hpr) = Hållplats för rälsbussar (deutsch Haltestelle für Schienenbusse) |                      |                                            |                                            |
| Quellen: |                      |                                            |                                            |

Die Bahnstrecke Uppsala–Enköping (schwedisch Uppsala-Enköpings järnväg), abgekürzt UEJ, war eine eingleisige, normalspurige, 41,3 Kilometer lange Eisenbahnstrecke in Schweden. Ursprünglich gebaut und betrieben von der Gesellschaft Uppsala–Enköpings järnvägsaktiebolag, verband sie die Bahnstrecke Mora–Uppsala mit der Bahnstrecke Stockholm–Örebro genannten Strecke Stockholm–Bålsta–Enköping–Västerås–Örebro.

## Geschichte

### Planung und Bau
Auf Anregung des damaligen Regierungschefs der Provinzregierung (schwedisch Landshövding) der Provinz Uppsala, Adolf Ludvig Hamilton, wurden ab den 1880er Jahren Pläne für eine Eisenbahnverbindung zwischen Uppsala und Enköping diskutiert. Beide Städte hatten damals bereits Bahnanschluss. In den folgenden Jahren wurden unterschiedlichste Entwürfe diskutiert, ohne dass es zu konkreten Ergebnissen kam.

### Uppsala–Enköpings järnvägsaktiebolag
Erst im Dezember 1907 waren die Pläne so konkret, dass die Uppsala–Enköpings järnvägsaktiebolag gegründet und eine Konzession für den Bau einer normalspurigen Strecke beantragt wurde.

### Inbetriebnahme
Am 14. Mai 1912 wurde die Strecke für den allgemeinen Verkehr eröffnet. Ausgenommen davon war jedoch der Bahnhof Uppsala Norra, an dem die Strecke von der Bahnstrecke Mora–Uppsala abzweigte. Dieser Bahnhof wurde erst am 1. Dezember 1912 eröffnet. Zahlreiche andere Arbeiten waren noch nicht abgeschlossen, was jedoch einer Inbetriebnahme nicht im Weg stand. Die letzten Arbeiten wurden 1914 abgeschlossen. Zu diesem Zeitpunkt war das ursprünglich veranschlagte Budget um mehr als das Doppelte überschritten worden. Die Höchstgeschwindigkeit betrug zunächst 50 km/h und wurde nach der Schlussbesichtigung auf 60 km/h erhöht. Nach Ausbauarbeiten ab 1928 konnte 1930 die Höchstgeschwindigkeit auf 70 km/h erhöht werden.

### Wirtschaftlicher Niedergang und Verstaatlichung
Der Betrieb der Bahnlinie warf nur wenige Jahre Gewinn ab, ab 1920 wurden nahezu ausschließlich rote Zahlen geschrieben. Trotz aller Rationalisierungsbemühungen ging die Betreibergesellschaft im Februar 1934 in Konkurs. Der Konkursverwalter führte den Betrieb weiter und suchte nach einem Käufer. Bis 1937 wurden Verhandlungen mit der Gesellschaft Stockholm–Västerås–Bergslagens Järnvägar (SWB) sowie mit der staatlichen Eisenbahngesellschaft Statens Järnvägar (SJ) geführt. Im September 1937 übernahm schließlich SJ die Strecke im Rahmen einer Zwangsversteigerung.
Ab dem 1. Oktober 1937 übernahm SJ den Betrieb auf der Strecke. Sämtliche Lokomotiven der UEJ wurden verkauft oder verschrottet, SJ setzte stattdessen eigene Maschinen ein. Der UEJ-Lokschuppen bei Uppsala norra wurde abgerissen.

### Umstellung auf Schienenbusse
Ab 1947 wurden die Personenzugleistungen nach und nach von Dampfzügen auf Schienenbusse des Typs Yo1 umgestellt. Am 9. Juni 1955 verkehrte letztmals ein dampflokbespannter Personenzug. Der Güterverkehr wurde jedoch weiterhin überwiegend mit Dampflokomotiven durchgeführt.
Ab 1958 kamen neue Schienenbusse der Baureihe YBo6, später Y6 genannt, zum Einsatz. Diese bedienten den gesamten Personenverkehr bis zur Stilllegung 1979.

### Stilllegung und Abbau
In den 1960er Jahren ging der Güterverkehr mehr und mehr zurück und wurde 1971 eingestellt. Am 11. Juni 1979 wurde der Personenverkehr stillgelegt. Zwischen 1982 und 1984 wurde die Strecke bis auf den zwei Kilometer langen Abschnitt Enköping–Enköping Bahco abgebaut, der als Anschlussgleis für die Bahco-Werkzeugfabrik erhalten bleiben sollte. In den folgenden Jahren wurde der Bahndamm teilweise überbaut, teilweise wurden Rad- und Wanderwege darauf angelegt.
2008 wurden auf dem inzwischen nicht mehr benutzten Abschnitt Enköping–Enköping Bahco die Gleise gestohlen. Der Täter wurde zwei Jahre später zu einer viermonatigen Haftstrafe verurteilt.

## Fahrzeuge

### Dampflokomotiven
Bei der Inbetriebnahme verfügte die UEJ über zwei bei NOHAB gekaufte Tenderlokomotiven mit der Achsfolge 1C. Um für Ausfälle und Werkstattaufenthalte eine Reserve zu haben, wurde 1913 Lok 3, eine 1883 ebenfalls von NOHAB gebaute Tenderlokomotive mit der Achsfolge B1, gebraucht erworben.
1917 und 1918 wurden Lok 4 und Lok 5 erworben, zwei baugleiche Tenderloks mit der Achsfolge 1B2, die vorher bei der Gesellschaft Stockholm–Västerås Bergslagens Järnvägar (SWB) im Einsatz waren. Zeitgleich mit der Anschaffung von Lok 5 wurde Lok 3 verkauft.
Lok 5 wurde 1934 vom Konkursverwalter als Schrott verkauft. Als Ersatz wurde zunächst verschiedene Lokomotiven angemietet. 1935 wurde eine 1910 gebaute NOHAB-Lok mit der Achsfolge 2B2 zunächst gemietet und schließlich im Herbst 1936 gekauft. Nach der Übernahme durch SJ wurden sämtliche bis dahin verbliebenen eigenen Lokomotiven entweder verschrottet oder verkauft.

### Personenwagen
Für den Personenverkehr standen zunächst drei zweiachsige Wagen, ein Drehgestellwagen, ein Gepäckwagen sowie ein kombinierter Gepäck- und Bahnpostwagen zur Verfügung. Darüber hinaus gab es einen Heizwagen, da die ersten drei Lokomotiven nicht über eine Dampfheizungsausrüstung verfügten.

## Möglicher Wiederaufbau
Seit der Stilllegung der Eisenbahnstrecke hat der Busverkehr zwischen Uppsala und Enköping stark zugenommen. Von Upplands Lokaltrafik betriebene Linienbusse verkehren werktags tagsüber im Viertelstundentakt, an Wochenenden halbstündlich. Diese werden seit 2013 in den Spitzenzeiten durch doppelstöckige Expressbusse ohne Zwischenhalt ergänzt. Unter dem Stichwort Aroslänken wurden seit etwa 2007 verschiedene Varianten eines möglichen Wiederaufbaus der Bahnstrecke Uppsala–Enköping diskutiert. 2009 wurden vom Regionalverband Uppsala län sechs Millionen Kronen für eine Voruntersuchung zur Verfügung gestellt. Am 5. Dezember 2013 wurde der Wiederaufbau der Strecke in den regionalen Entwicklungsplan aufgenommen.
Im Falle eines Wiederaufbaus müsste die Strecke zumindest nordwestlich von Uppsala sowie in Örsundsbro neu trassiert werden, da hier auf der ehemaligen Trasse inzwischen Wohnsiedlungen gebaut wurden.